# ダニー・マクナマラ
ダニー・マクナマラ（Danny McNamara、1970年12月31日 - ）は、イギリスのロックバンドエンブレイスのリードボーカリスト。本名はダニエル・アンソニー・マクナマラ（Daniel Anthony McNamara）。ハーモニカなどを演奏。

## バイオグラフィー
ダニーは弟のリチャード・マクナマラ(en:Richard McNamara)と西ヨークシャー地方のブラッドフォード、ハダースフィールド、ハリファックスの近くの村のベイリフブリッジ(en:Bailiff Bridge)で育つ。リチャードの他にジョナサンという弟がいる。マンチェスター大学で心理学を勉強するが中退する。

## エンブレイス
エンブレイスを1990年中頃に結成する。メンバーは、弟のリチャード・マクナマラ、ミッキー・デイル(en:Mickey Dale)、マイク・ヒートン(en:Mike Heaton)、スティーブン・ファース(:en:Steven Firth)。デビューシングル『All You Good Good People』を1997年に発表する。『Fireworks』、『One Big Family』で成功を収め『Come Back To What You Know』をリリース後にファーストアルバム『The Good Will Out』をリリースUKチャートで1位にランクインする。続いてアルバム『Drawn From Memory』、『If You've Never Been』をリリースするが、あまりいい結果を残せなかったのでレコード会社のハット(Hut)から契約を解除される。ダニーはブラックプールで行ったギグでコールドプレイのクリス・マーティンに出会い親しくなる。4年間の歳月をかけて制作されたアルバム『Out of Nothing』にはクリス・マーティンが作曲した『Gravity』が収録されている。それはアルバムの先行シングルに選ばれUKチャートで7位に入る。『Out of Nothing』はメンバー達が自信をもって自分たちのアルバムの中で最高のものであると言えるほど非常に完成度の高いものになっている。そのアルバムはUKチャートで1位になりエンブレイスは見事カムバックを果たす。しかしその成功の裏には多大な苦労があったようだ。気づいてみるとバンドの資金は底をついており、リチャードは私物を売り払って活動資金に当てたらしい。メンバーの中には自分の家の倉庫をスタジオに変えてそこで一日中曲を考えていたこともあったと語っていた。ダニーが言うには2年経っても平凡で自分の想い描いている曲が一つもできないことがあったらしい。コールドプレイのクリス・マーティンに曲を聞かせたときに「ちょっと曲のテンポが早すぎないか？でも曲自体はすごくいいんだよ。でもこれでは前と変わっていないんじゃないか。」と言われたらしい。『Out of Nothing』には初めてメンバー全員で作曲した『Out of Nothing』が収録されており、それがアルバム名にもなっている。本人達は先行シングルを『Gravity』ではなく自分たちが作曲した曲にしたかったらしいがレコード会社の意向でそれは却下された。